# چوپا رستم (فیلم ۱۹۷۳)
چوپا رستم (به هندی: Chhupa Rustam) یا اسب سیاه فیلمی محصول سال ۱۹۷۳ و به کارگردانی ویجی آناند است. در این فیلم بازیگرانی همچون دو آناند، هما مالینی، آجیت خان، بیندو، پریم چوپرا، ای. کی. هانگال، سدهیر ایفای نقش کرده‌اند.